# パイプス・オブ・ピース
『パイプス・オブ・ピース 』（Pipes of Peace）は、1983年に発表されたポール・マッカートニーのアルバム。

## 概要
本作の構想は前回のレコーディング時からある程度決まっており、当初は『タッグ・オブ・ウォー』とのセットで2枚組で発売する予定であったものの、レコード会社が難色を示した為に単体で発売されることとなった。前作と対になっており「二元的対立」への答えを示したアルバムで、本作のために新たにレコーディングされた新曲と前作の収録漏れとなった楽曲を収録している。
1981年末に『タッグ・オブ・ウォー』のレコーディングを終えた後、ポールは数週間休暇を取り、翌年の1月からロンドンのスタジオで本作に収録される新曲のレコーディングを行った。その後、前作のリミックスといった仕上げ作業やプロモーションに時間を費やし、同年の9月からレコーディングを再開。レコーディングは1983年の1月までと長期にわたって行われた。当初は3月の発売が予定されていたが、当時のマッカートニーが映画撮影やその他の作業で多忙だったために発売日が大幅に遅れることとなった。
全英4位、全米15位を記録。

## 楽曲
前作『タッグ・オブ・ウォー』に引き続きジョージ・マーティンがプロデュースしており、レコーディングのメンバーもほぼ同じである。

前作ではスティーヴィー・ワンダーと「エボニー・アンド・アイボリー」などで競演したが、本作では『スリラー』の世界的ヒットにより、スーパー・スターとなったマイケル・ジャクソンと「セイ・セイ・セイ」、「ザ・マン」で共作・競演。「セイ・セイ・セイ」はシングル発売され、米国1位・英国2位を獲得する大ヒットとなった。他にはスタンリー・クラークと「ヘイ・ヘイ」を共作している。

## 収録曲
1. パイプス・オブ・ピース - Pipes Of Peace
2. セイ・セイ・セイ - Say Say Say（＆マイケルジャクソン）
3. もう一人の僕 - The Other Me
4. キープ・アンダー・カヴァー - Keep Under Cover
5. ソー・バッド - So Bad
6. ザ・マン - The Man（＆マイケルジャクソン）
7. スウィート・リトル・ショー - Sweetest Little Show
8. アヴェレージ・パーソン - Average Person
9. ヘイ・ヘイ - Hey Hey（＆スタンリークラーク）
10. タッグ・オブ・ピース - Tug Of Peace
11. スルー・アワ・ラヴ（ただ愛に生きて）- Through Our Love
以下は「ポール・マッカートニー・コレクション」と題したデジタル・リマスター盤で再発の際に追加されたボーナス・トラック
12. トゥワイス・イン・ア・ライフタイム - Twice In A Lifetime
  - 同名映画主題歌で、初レコード化
13. ウィ・オール・スタンド・トゥゲザー -  We All Stand Together
  - 1984年のシングルで、アニメーション・ビデオのサウンドトラック
14. シンプル・アズ・ザット - Simple As That
  - 1986年のチャリティー・アルバム『The Anti-Heroin Project - It's A Live-In World』収録曲
15. Say Say Say (12" version)

※15.は2007年、iTunes Store販売版のボーナス・トラック。（12”収録バージョン）

## クレジット
- ポール・マッカートニー - リード・ボーカル、バッキング・ボーカル、ベース、アコースティック・ギター、エレクトリック・ギター、アコースティック・ピアノ、エレクトリック・ピアノ、キーボード、シンセサイザー、ボコーダー 、ドラムス 、パーカッション、サトウキビ（on "Tug Of Peace"）
- リンダ・マッカートニー - バッキング・ボーカル、キーボード
- エリック・スチュワート - エレクトリック・ギター、バッキング・ボーカル
- マイケル・ジャクソン - ボーカル＆バッキング・ボーカル（on "Say Say Say", "The Man"）
- デニー・レイン - アコースティック・ギター、エレクトリック・ギター
- ジェフ・ホワイトホーン - アコースティック・ギター(on "Through Our Love")
- デビット・ウィリアムズ - エレクトリック・ギター（on "Say Say Say"）
- ビル・ウルファー - キーボード、シンセサイザー（on "Say Say Say"）
- ネイサン・ワッツ - ベース（on "Say Say Say"）
- リッキー・ローソン - ドラムス（on "Say Say Say"）
- クリス・ハマー・スミス - ハーモニカ（on "Say Say Say"）
- ジェリー・ヘイ - ホーン（on "Say Say Say"）
- アーニー・ワッツ - ホーン（on "Say Say Say"）
- ゲイリー・グラント - ホーン（on "Say Say Say"）
- ゲイリー・ハービッグ - ホーン（on "Say Say Say"）
- リンゴ・スター - ドラムス（on "So Bad", "Average Person"）
- スタンリー・クラーク - ベース（on "Keep Under Cover", "Hey Hey"）
- スティーヴ・ガッド - ドラムス （on "Hey Hey"）
- デイヴ・マタックス - ドラムス （on " Through Our Love"）
- エイドリアン・ブレット - パンパイプ（on "Pipes of Peace"）
- ジェームス・キッペン -  タブラ（on "Pipes of Peace"）
- ペスタロッチ・チルドレン・コア -  コーラス（on "Pipes of Peace"）
- ジョージ・マーティン - プロデューサー、サトウキビ（on "Tug Of Peace"）、バイシクル・ホイール、ピアノ（on " Through Our Love"）

## チャート
| Chart (1983–84)                        | Position |
| -------------------------------------- | -------- |
| Australian Kent Music Report           | 9        |
| Austrian Albums Chart                  | 15       |
| Canadian RPM Albums Chart              | 10       |
| Dutch Mega Albums Chart                | 11       |
| French SNEP Albums Chart               | 13       |
| Japanese Oricon LPs Chart              | 5        |
| New Zealand Albums Chart               | 38       |
| Norwegian VG-lista Albums Chart        | 1        |
| Spanish Albums Chart                   | 3        |
| Swedish Albums Chart                   | 4        |
| Swiss Albums Chart                     | 12       |
| UK Albums Chart                        | 4        |
| US Billboard Top LPs & Tape            | 15       |
| West German Media Control Albums Chart | 20       |

| Chart (2015)                | Position |
| --------------------------- | -------- |
| UK Albums Chart             | 56       |
| ドイツ (Offizielle Top 100) | 33       |
| US Billboard 200            | 70       |

### 年末チャート
| Chart (1983)            | Position |
| ----------------------- | -------- |
| Australian Albums Chart | 89       |
| French Albums Chart     | 43       |
| UK Albums Chart         | 33       |
| Chart (1984)            | Position |
| Australian Albums Chart | 94       |
| Canadian Albums Chart   | 87       |
| Japanese Albums Chart   | 45       |
| Spanish Albums Chart    | 9        |
| UK Albums Chart         | 67       |
| US Billboard Pop Albums | 98       |

## 認証・販売
| 国/地域                    | 認定     | 認定/売上数 |
| -------------------------- | -------- | ----------- |
| カナダ (Music Canada)      | Platinum | 100,000^    |
| Japan (Oricon Charts)      |          | 201,000     |
| イギリス (BPI)             | Platinum | 300,000^    |
| アメリカ合衆国 (RIAA)      | Platinum | 1,000,000^  |
| ^ 認定のみに基づく出荷枚数 |          |             |